# Dettenried ZH
Dettenried ist ein  Dorf im Kanton Zürich mit 134 Einwohnern. Es gehört zu den vier Weilern der Gemeinde Weisslingen.

## Lage
Das Dorf liegt an der Strasse Rikon-Weisslingen und 1,5 km westlich der Station Rikon der ehemaligen Tösstalbahn am linken Ufer der Töss.

## Geschichte
Im Orts-Lexikon des Kantons Zürich von 1841 heißt es, Dettenried sei ein Bestandteil der Kirch- und politischen Gemeinde Weisslingen und umfasse das Dorf selbst und den Hof Schwendi mit 168 Einwohnern. Beide bildeten im 19. Jahrhundert die Schulgenossenschaft Dettenried mit 19 Alltags-, 14 Repetir- und 22 Singschülern.

## Veranstaltungen
2008 fanden dort die Regionalmeisterschaften im Vereinsturnen der Region Winterthur und Umgebung statt.